# Eritrese tallero
De Eritrese tallero was de munteenheid van Italiaans-Eritrea tussen 1890 en 1921. Hij was vijf lire waard en was onderverdeeld in tien decimi (enkelvoud decimo).

## Beschrijving
Vijf lire munten, gegraveerd door Filippo Speranza, tonen koning Umberto I van Italië met de letters UMBERTO I RE D'ITALIA · 1896 op de voorzijde en een adelaar met een schild op de achterzijde. Ze wegen 28,1250 gram met een werkelijk zilvergewicht van 0,7234 oz van .800 fijnheid en hebben een diameter van 40 mm met een dikte van 3,1 mm.
Vanaf 1885 werden bankbiljetten in lire uitgegeven door de Italiaanse koloniale autoriteiten. In 1890 werd de zilveren tallero, gemodelleerd naar de Maria Theresa thaler, geïntroduceerd (samen met munten van 50 centesimi, 1 en 2 lire). De laatste tallero werden in 1918 geslagen. In 1921 werd de tallero afgeschaft en circuleerde er alleen nog Italiaans geld totdat er in 1938 bankbiljetten in lire werden uitgegeven.